# Караш (река)
Караш (рум. Caraș) је река која извире у Румунији и улива се у Дунав у Србији близу Беле Цркве.

## Име
За време римског царства река је била позната под називом Апо, што је на трачанском значило вода.

## Румунија
Река Караш извире у Анина планинама, североисточно од града Анина у Румунији. Извор је у близини изворишта река Брзава и Нера. Ток Караша кроз Румунију износи 50 km, после извора прво иде ка северу, али код града Карашова скреће на југозапад где прима велики број притока. Најпознатија у том делу је Лисава. Успут пролази поред многих насељених места (Giurgiova, Caraş-Severin), (Ticvaniu Mare, Caraş-Severin), (Vărădia. Caraş-Severin), (Mercina, Caraş-Severin) и (Vrani, Caraş-Severin) пре уласка у Војводину, Србија.

## Србија
Одмах после преласка румунско—српске границе Караш добија значајну притоку Буругу са десне стране и Илидију са леве. Протиче поред села Куштиљ, Војводинци, Добричево, Банатска Суботица, Стража и Јасеново, када додирује источне делове Делиблатске пешчаре код брдашца Думача. Од ове тачке Караш је део канала Дунав—Тиса—Дунав и пролази поред места Дупљаја, Гребенац, Кајтасово и Банатска Паланка пре него што заврши свој 60 km пут кроз Србију и улије се у Дунав код места Стара Паланка, прекопута туристичког места Рам.
И поред велике дренажне површине од 1.400 km², Караш није ни у једном делу свога тока плован.